# Tradde
Die Tradde ist ein historisches Verfahren im Steinkohlenbergbau zur Entschädigung und Regulierung von Bergschäden. Dem Eigentümer eines Grundstückes stand ein Teil der Förderung zu, wenn unter seinem Grund und Boden Bergbau getrieben wurde und es dadurch zu wirtschaftlichen Beeinträchtigungen durch den Bergbautreibenden kam. Die Tradde wurde in Teilen der Förderung abgerechnet und betrug je nach Nutzung des Grundstückes 1/60 bis 1/30 der gesamten Förderung. Eine rechtsverbindliche Auszahlung der Tradde hat auch auf die heutige Zeit einen Einfluss, da dann keinerlei Rechtsanspruch auf Entschädigung bei späteren Bergschäden mehr besteht.